# Andrei Ripianu
Andrei Ripianu (n. 18 iulie 1919, Pașcani, jud. Iași - d. 2008), a fost un inginer român și profesor universitar român de mecanică.

## Biografie
Născut în 18 iulie 1919 loc. Pașcani, jud. Iași, a urmat Liceul Dr. Ioan Meșotă din Brașov unde a făcut primele șase clase de liceu iar ultimele două clase le-a absolvit la Seminarul Pedagogic Universitar din Cluj. În paralele cu liceul a urmat cursurile secției de vioară a Conservatorului din Brașov sub conducerea marelui violonist, compozitor și dirijor care a fost Constantin Bobescu. La Cluj în paralel cu absolvirea ultimelor două clase de liceu în cadrul Seminarului Pedagogic Universitar, care funcționa ca Liceu de aplicație a Universității din Cluj, a urmat și cursurile secției de vioară a Conservatorului din Cluj sub conducerea distinsului Profesor Cionca.
A urmat în toamna anului 1938 Facultatea de Electromecanică din cadrul Școlii Politehnice din Timișoara pe care a absolvit-o în anul 1943. Între anii 1943-1952 și-a desfășurat activitatea în cadrul Atelierelor C.F.R. Grivița-Locomotive din București. Și-a continuat activitatea ca inginer la Ateliere C.F.R.  Timișoara și Atelierelor C.F.R. Cluj  în calitate de Șef al Secției de recepție al materialului rulant reparat în Atelier.
Între anii 1952-1954 și-a desfășurat activitatea în cadrul filialei din Cluj a Institutului de Proiectări a Ministerului Chimiei elaborând 29 de proiecte de execuție. Începând din anul 1948 și-a desfășurat activitatea, în paralel cu cea din industrie, în cadrul Institutului Politehnic din Cluj unde între anii 1948-1984 a urcat toate treptele ierarhiei universitare de la Asistent la Profesor Doctor Docent în Științe. 
La facultate a predat studenților disciplinele de Mecanică, Vibrații mecanice, Mașini de forță, Cazane și rețele termice. După anul 1984, când a împlinit vârsta de pensionare, a devenit Profesor Consultant continuând să conducă elaborarea tezelor de doctorat de către doctoranzii săi.

## Lucrări publicate
- Tehnologia metalelor (vol. I Metalurgia, vol. II Turnarea metalelor) Metalurgia pulberilor (IPCN 1954, 1957);
- Culegere de probleme de Mecanică teoretică, Stoenescu, Gh. Buzdugan, A. Ripianu, M. Atanasiu, Editura Tehnică 1958 (ediția I-a), Editura Didactică și Pedagogică 1965 (ediția 2-a) (504 pagini).
- Arbori cotiți, B. Popa, A. Șomcuteanu, A. Ripianu, A. Trebonius, Editura Tehnică, 1960 (371 pagini).
- Osii și arbori rectilinii, A. Ripianu, A. Albu, Editura Tehnică, 1964 (296 pagini).
- Mișcările vibratorii ale arborilor drepți și cotiți, A. Ripianu, Editura Academiei Române 1969 (483 pagini). Pentru această lucrare a primit scrisori de apreciere de la eminenți oameni de știință ca Acad. Ștefan Bălan, Acad. Gheorghe Manea, Prof. Dr. Doc. Rudolf Woinarosky, Acad. Robert Mazet (Paris), Prof. Dr. Rer Nat, Dr. H. C. Otto Kraemer V.D.I (Technische Universitat Karlsruhe), Prof. Dr. Ing. Andrea Capellor (Politehnica di Milano).
- Mecanica solidului rigid, A. Ripianu, Editura Tehnică, 1973 (424 pagini).
- Osii arbori drepți și arbori cotiți, A. Ripianu, I. Crăciun, Editura Tehnică, 1977 (285 pagini).
- Mecanică Tehnică, A. Ripianu, P. Popescu, B. Bălan, Editura Didactică și Pedagogică 1978 (ediția I-a), 1982 (ediția a 2-a) (447 pagini).
- Calculul dinamic și de rezistență al arborilor drepți și cotiți, A. Ripianu, I. Crăciun, Editura Dacia, Cluj-Napoca, 1985 (446 pagini).
- The Dynamic and Strenght Calculus of Streight and Crank Shafts, A. Ripianu, I. Crăciun,  Editura Transilvania Press din Cluj-Napoca 1999 (719 pagini). Această lucrare a fost distinsă cu premiul „Asociației Generale a Inginerilor din România” pe anul 1999 „pentru originalitatea conținutului și utilitatea acestei lucrări pentru procesul de producție industrială din țara noastră”.

## Realizări științifice
Câteva dintre realizările  pe care le-a obținut în cadrul activității științifice, didactice și tehnice:
1. A elaborat singur sau în colaborare  un număr de 139 de lucrări științifice dintre care o parte au fost publicate în Revistele Academiilor din România, Uniunea Sovietică, Cehoslovacia, Polonia, Ungaria, iar cealaltă parte în Revistele de specialitate din România, Franța, Germania, Anglia, Italia, Uniunea Sovietică, Belgia, Cehoslovacia, Polonia, Ungaria, Iugoslavia, India, Israel, Turcia, Bulgaria.
2. A elaborat un număr de 16 Cursuri și Culegeri de Probleme din domeniile Mecanicii, Vibrațiilor Mecanice, Mașinilor de forță Termotehnice și Cazanelor și rețelelor Termice dintre care un număr de 12 Cursuri și Culegeri de Probleme au fost multiplicate prin litografiere de Litografia Institutului Politehnic din Cluj, pentru uzul studenților, alte două și anume un Curs de Mecanică și o Culegere de Probleme de Mecanică au fost tipărite de Editura Didactică și Pedagogică respectiv de Editura Tehnică din București iar ultimele două și anume un Curs de Cazane și Rețele Termice și un Breviar pentru Proiectul de Cazane au rămas în manuscris.
3. A elaborat împreună cu membrii catedrei de Mecanică pe bază de contracte încheiate cu Institutele de Cercetare din București un număr de 16 lucrări tehnico-științifice care au contribuit la îmbunătățirea calității producției industriale din țara noastră.
4. A condus din anul 1972 elaborarea tezelor de doctorat în domeniul Mecanicii și Vibrațiilor mecanice de către doctoranzii săi. Un număr de 17(?) doctoranzi și-au susținut tezele de doctorat devenind Doctori Ingineri.
5. A prezentat comunicări științifice din domeniul studiului dinamic și de rezistență al arborilor drepți și cotiți în cadrul Universităților din Darmstadt, din Varșovia și la diferitele Sesiuni Științifice organizate în România.

## Premii și distincții
1. I s-a conferit Ordinul Național „Pentru Merit”  în grad de Cavaler de către Președintele României „pentru îndelungata și prestigioasă activitate științifică, didactică și tehnică precum și pentru implicarea activă în viața cetății contribuind substanțial la recunoașterea Municipiului Cluj-Napoca ca unul dintre centrele intelectuale și tehnice ale României” (2002).
2. I s-a conferit titlul științific de Doctor Honoris Causa de către Senatul Universității Tehnice din Cluj-Napoca „pentru merite incontestabile în domeniul științelor tehnice recunoscute pe plan mondial și contribuții deosebite la dezvoltarea Universității Tehnice din Cluj-Napoca” (2001).
3. I s-a conferit titlul științific de Doctor honoris causa de către Senatul Universității de Nord din Baia Mare „pentru remarcabile contribuții aduse la dezvoltarea Mecanicii teoretice și aplicate și la studiul acestei discipline în învățământul superior românesc” (2002).
4. I s-a conferit titlul științific de Doctor Honoris Causa de către Senatul Universității din Petroșani „pentru contribuții de rezonanță internațională la dezvoltarea științei și tehnicii românești” ( 2003).
5. I s-a conferit Diploma de Cetățean de Onoare al Municipiului Cluj-Napoca de către Consiliul Municipal al Municipiului Cluj-Napoca pentru contribuția deosebită la cunoașterea și promovarea cercetării în domeniul Mecanicii Tehnice și Vibrațiilor Mecanice, precum și pentru dezvoltarea învățământului politehnic românesc (2000).[3]
6. I s-a acordat Diploma de Onoare de către Senatul Universității Tehnice din Cluj- Napoca „pentru contribuții remarcabile aduse la creșterea prestigiului și la dezvoltarea Universității Tehnice din Cluj- Napoca”(1988).
7. I s-a conferit titlul de Senator de Onoare de către senatul Universității Tehnice din Cluj-Napoca „pentru merite incontestabile în domeniul Științelor Tehnice recunoscute pe plan mondial și contribuții deosebite la dezvoltarea cooperării cu alte Universități” (1999).
8. I s-a acordat Diploma de Onoare de către Consiliul Profesoral al Facultății de Electrotehnică din cadrul Universității Tehnice din Cluj-Napoca „pentru merite deosebite la înființarea și dezvoltarea Facultății de Electrotehnică” (1994).
9. I s-a acordat Diploma de Excelență de către Filiala Județeană Cluj a Fundației Protecției Sociale Generale din România.
10. Este membru al societăților științifice internaționale: „Gessellschaft fur Angewandte Mathematik und Mechanic” GAMM (Germania), „Academia Albert Einstein” (Statele Unite ale Americii) precum și al Asociația Generală a Inginerilor din România și membru titular al Academiei de Științe Tehnice din România, Filiala Cluj-Napoca.[1][2][4]